# شماره ۲۳
شماره ۲۳ (انگلیسی: The Number ۲۳) فیلمی در ژانر تریلر روانشناسانه به کارگردانی جوئل شوماخر و بازی جیم کری است که در سال ۲۰۰۷ منتشر شد. این دومین همکاری شوماخر و کری بعد از بتمن برای همیشه بود.

## داستان
والتر اسپارو یک افسر کنترل حیوانات است که با آگاتا ازدواج کرده و فرزندشان رابین است. والتر موفق به گرفتن سگ ولگرد «ند» نمی‌شود و دیر به ملاقات آگاتا می‌رود. آگاتا در پایان به مرور یک کتابفروشی می‌پردازد و شروع به خواندن کتابی با عنوان (شماره ۲۳) نوشته کنترس پاپسی می‌کند. او بعداً این کتاب را به عنوان هدیه تولد به والتر می‌دهد. والتر شروع به خواندن کتاب می‌کند و متوجه شباهت‌های خود و شخصیت اصلی می‌شود، کارآگاهی که از خود با عنوان «فینگرلینگ» یاد می‌کند. والتر با ادامه خواندن، خود و نزدیکان خود را به عنوان شخصیت‌های کتاب، خود به عنوان فینگرلینگ و آگاتا به عنوان فابریزیا، دوست دختر جدید فینگرلینگ و غیره تصور می‌کند.

## بازیگران
- جیم کری - والتر پال اسپارو / کارآگاه فینگرلینگ
- پال بوچر - والتر / فینگرلینگ جوان
- ویرجینیا مادسن - آگاتا پینک-اسپارو / فابریزیا
- لوگن لرمان - رابین اسپارو
- رونا میترا - لورا تالینز
- باد کرت - دکتر لیری (ذکر نشده)
- مارک پلگرینو - کایل فینچ
- لین کولینز - ایزبل لیدیا هانت / خانوم دابکینز / مادر فینگرلینگ جوان
- کوری استول - گروهبان برنز
- اد لاتر - پدر سباستین
- تام لنک - فروشنده کتابفروشی